# Doi haiduci și o crâșmăriță
Doi haiduci și o crâșmăriță este un film românesc  de aventură din 1993 regizat de George Cornea. În rolurile principale joacă actorii :Lucian Nuta, Manuela Hărăbor, Olga Tudorache, Constantin Codrescu, Szabolcs Cseh și Ion Haiduc.

## Rezumat
Ilinca este o tânără țărăncuță care este violata de fiul stăpânului. Drept răsplată primește o salbă de aur, dar fuge în biserică unde se sinucide cu funia clopotului. Radu Anghel (Lucian Nuță) este un tânăr țăran care o iubea pe Ilinca. Acesta ia salba, îl omoară pe violator și fuge în păduri, fiind urmărit de poteră.

## Distribuție
- Lucian Nuță ca Radu[1]
- Răzvan Ionescu ca Mitriță
- Manuela Hărăbor ca Stana
- Olga Tudorache
- Constantin Codrescu - stăpânul satului
- Szabolcs (Szobi) Cseh ca Buză de Iepure
- Papil Panduru
- Ion Haiduc
- Mihai Mereuță
- Silviu Stănculescu
- Mihai Răducu
- Gabriela Codrea
- Bogdan Ghițulescu
- Florina Luican

## Primire
Filmul a fost vizionat de 131.692 de spectatori în cinematografele din România, după cum atestă o situație a numărului de spectatori înregistrat de filmele românești de la data premierei și până la data de 31 decembrie 2014 alcătuită de Centrul Național al Cinematografiei.
Filmul marchează fără voia sa sfârșitul filmului haiducesc autohton, fiind de asemenea considerat ca o parodie involuntară a filmelor de aventuri cu haiduci.